# Wolfgang Graf Berghe von Trips
Wolfgang Alexander Albert Eduard Maximilian Comte Berghe de Trips, més conegut com a Wolfgang von Trips va ser un pilot de curses automobilístiques alemany que va arribar a disputar curses de Fórmula 1.
Wolfgang von Trips va néixer el 4 de maig del 1928 a Kerpen-Horrem, Alemanya i va morir en un accident el 10 de setembre del 1961 disputant una cursa al circuit de Monza.

## A la F1
Va debutar a la vuitena i última cursa de la temporada 1956 (la setena temporada de la història) del campionat del món de la Fórmula 1, disputant el 2 de setembre del 1956 el GP d'Itàlia al Circuit de Monza.
Wolfgang von Trips va participar en un total de vint-i-nou curses puntuables pel campionat de la F1, disputant-les en sis temporades diferents (1956 - 1961), aconseguint guanyar dues curses i assolí 56 punts pel campionat, acabant en segona posició del mundial a la seva última temporada.

## Resultats a la Fórmula 1
| Any  | Equip                 | Xassís         | Motor    | 1       | 2       | 3     | 4       | 5       | 6       | 7        | 8       | 9     | 10      | 11  | Posició | Punts |
| ---- | --------------------- | -------------- | -------- | ------- | ------- | ----- | ------- | ------- | ------- | -------- | ------- | ----- | ------- | --- | ------- | ----- |
| 1956 | Scuderia Ferrari      | Lancia-Ferrari | Ferrari  | ARG     | MON     | 500   | BEL     | FRA     | GBR     | ALE      | ITA NVS |       |         |     | -       | 0     |
| 1957 | Scuderia Ferrari      | Lancia-Ferrari | Ferrari  | ARG 6*  |         |       |         |         |         |          |         |       |         |     | 14è     | 4     |
| 1957 | Scuderia Ferrari      | Ferrari        | Ferrari  |         | MON Ret | 500   | FRA     | GBR     | ALE     | PES      | ITA 3   |       |         |     | 14è     | 4     |
| 1958 | Scuderia Ferrari      | Ferrari        | Ferrari  | ARG     | MON Ret | HOL   | 500     | BEL     | FRA 3   | GBR Ret  | ALE 4   | POR 5 | ITA Ret | MAR | 11è     | 9     |
| 1959 | Dr Ing hcf Porsche KG | Porsche        | Porsche  | MON Ret | 500     | HOL   | FRA     | GBR     | ALE NVS | POR      | ITA     |       |         |     | -       | 0     |
| 1959 | Scuderia Ferrari      | Ferrari        | Ferrari  |         |         |       |         |         |         |          |         | USA 6 |         |     | -       | 0     |
| 1960 | Scuderia Ferrari      | Ferrari        | Ferrari  | ARG 5   | MON 8   | 500   | HOL 5   | BEL Ret | FRA 11  | GBR 6    | POR 4   |       |         |     | 7è      | 10    |
| 1960 | Scuderia Ferrari      | Ferrari        | Ferrari  |         |         |       |         |         |         |          |         | ITA 5 |         |     | 7è      | 10    |
| 1960 | Scuderia Centro Sud   | Cooper         | Maserati |         |         |       |         |         |         |          |         |       | USA 9   |     | 7è      | 10    |
| 1961 | Scuderia Ferrari      | Ferrari        | Ferrari  | MON 4   | HOL 1   | BEL 2 | FRA Ret | GBR 1   | ALE 2   | ITA MORT | USA     |       |         |     | 2n      | 33    |

### Resum
| Curses: | Victòries: | Pòdiums: | Poles: | Voltes ràpides: | Punts: |
| ------- | ---------- | -------- | ------ | --------------- | ------ |
| 29      | 2          | 6        | 1      | 0               | 56     |